# Drakborgen
Drakborgen är ett brädspel i fantasymiljö, som gavs ut på svenska av Alga och Brio hösten 1985. Spelet skapades av Jakob Bonds och Dan Glimne och den första idén till Drakborgen föddes under Bonds gymnasietid. Bonds presenterade Drakborgen för Alga under sommaren 1980 och Glimne, som på Alga hade börjat arbeta på ett eget liknande projekt med namnet Trollkarlens borg, såg potentialen i spelet. Med inspiration från bland annat bokserien Sagan om ringen och brädspelet Dungeon! slog de ihop sina projekt och skapade ett spel inom genren "familjefantasy" tillsammans med illustratören Anders Jeppsson.
Drakborgen spelas med upp till fyra hjältar och spelarna ska ta sig in i Drakborgen med sina hjältar och samla på sig skatter och den spelare som får ut sin hjälte ur borgen med högsta sammanlagda värde på sina skatter vid spelets slut vinner. Om ingen hjälte överlever eller hinner ta sig ut ur borgen vid spelet slut förlorar samtliga spelare. Brädet utgörs av en slumpmässig labyrint som spelarna själva skapar och inuti Drakborgen kan spelarens hjälte stöta på hinder såsom fällor och monster. I mitten av brädet finns en skattkammare som vaktas av en sovande drake som, om den vaknar, attackerar hjältarna som befinner sig i skattkammaren.
Drakborgen marknadsfördes som ett krävande spel med mycket regler och "hög dödlighetsgrad". Spelet fick främst positiva reaktioner när det lanserades, vilket till viss del överraskade Bonds och Glimne då de inte var beredda på den succé som Drakborgen blev. Spelet lanserades på flera andra språk under sent 1980-tal och tidigt 1990-tal och fick i Sverige ett expansionspaket under titeln Drakborgen II 1987. 2015 hade Drakborgen sålts i uppskattningsvis 250 000 exemplar världen över och gett upphov till uppföljaren Drakborgen Legenden från 2002 samt åtminstone fyra nyutgåvor, och även ett rollspelsäventyr Drakborgen - Ath Ungols Skugga.

## Spelupplägg

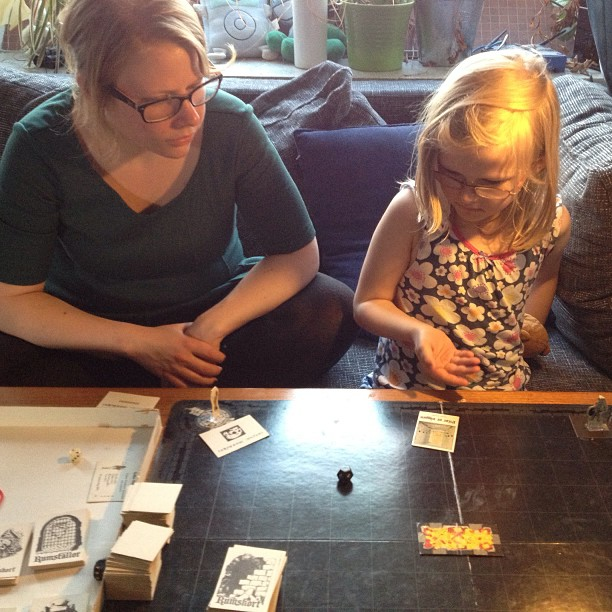
Två spelare av Drakborgen.

Drakborgen spelas med upp till fyra hjältar: Bardhor Bågman (en armborstskytt), Riddar Rohan (en riddare), Sigeir Skarpyxe (en barbar) och Aelfric Brunkåpa (en munk). Spelarna ska ta sig in i en borg med sina hjältar och samla på sig skatter och den spelare som får ut sin hjälte ur borgen med högsta sammanlagda värde på sina skatter vid spelets slut vinner. Om ingen hjälte överlever eller hinner ta sig ut ur borgen vid spelet slut förlorar samtliga spelare. I mitten av brädet finns en skattkammare som vaktas av en sovande drake. Denna drake kan vakna och attackera hjältarna som befinner sig i skattkammaren; det är dock inte tvunget att besöka skattkammaren under spelets gång för att vinna i Drakborgen. Ett spel varar i maximum 26 rundor, efter det går solen ned och alla spelare som fortfarande har kvar sin hjälte inne i borgen har förlorat spelet. Det är möjligt att spela Drakborgen med endast en hjälte, men då krävs vissa ändringar av spelreglerna.
Brädet utgörs av kvadratiska rumsbrickor och en dubbel rumsbricka, som är skattkammaren. Dessa rumsbrickor dras av spelarna och bildar slumpmässigt brädet i form av en labyrint. Somliga rumsbrickor skapar hinder för spelarens hjälte, såsom dörrar, fällgaller eller bråte. Några rumsbrickor har fällor som kan skada spelarens hjälte medan andra består av korridorer som förflyttar hjälten till en angränsande ruta på brädet.
I Drakborgen tvingas spelarna att dra kort vid olika tillfällen under spelets gång, vilka kan ha både positiva och negativa konsekvenser. Spelarnas hjältar riskerar även att behöva strida mot monster i borgen och att genomföra tester baserat på egenskaperna styrkefaktor (SF), vighetsfaktor (VF), rustningsfaktor (RF) och turfaktor (TF). Hjältarna har ett antal kroppspoäng (KP), som indikerar hur mycket skada en hjälte tål innan den dör.

## Handlingens bakgrundshistoria
Ett årtusende före handlingen i Drakborgen härskade T'siraman Trollkarlen, under vad som benämns som De Mörka Tidsåldrarna. T'siraman hade en enorm makt och tillsammans med sina fogdar lät han plundra landet. Rikedomarna fördes till Drakborgen, hjärtat i hans välde, som var en synligen ointaglig fästning uppe på en bergstopp. Tusen år efter att T'siramans rike föll sönder berättas fortfarande legenderna om de gömda skatterna inuti Drakborgen i byarna i dalen runt omkring, men det berättas även om de monster och fällor som vaktar rikedomarna samt om de hjältar som gick in men aldrig återvände. Hjälten spelaren tar rollen som har beslutat sig för att trotsa farorna i Drakborgen, i hopp om att samla ihop tillräckligt med guld för att lindra nöden i sin hemby.
Bakgrundshistorian skrevs av Glimne och var egentligen menad för Trollkarlens borg, men behölls när spelet slogs samman med Bonds tidigare version av Drakborgen. T'siraman Trollkarlens namn var inspirerad av den litterära figuren T'sinadree, som förekommer i Arthur C. Clarkes science fiction-novell Rescue Party från 1946. T'siraman avbildades aldrig och mycket mer om honom är inte känt även om Glimne har sagt att han hade en större berättelse planerad för T'siraman, ifall det skulle bli aktuellt.

## Tillkomsthistoria
"Att funktionsmässigt förvandla Drakborgen till en hänsynslös mordmaskin gentemot deltagarna var högst avsiktligt. Vi hade faktiskt en förebild – dåtidens TV-spel som Space Invaders, Pac-Man och Missile Command, där tempot hela tiden ökade tills du som spelare 'dog'. Och vad hade man för instinktiv reaktion då? Jo, att trycka på 'Play Again'. Jakob [Bonds] och jag ville helt enkelt att de som spelade Drakborgen skulle bli frustrerade av motgångarna och direkt vilja spela ett parti till, med ett den-här-gången-ska-det-väl-gå-bättre frammuttrat."
Idén till Drakborgen föddes under Jakob Bonds gymnasietid. Det första versionen skapade han under mitten av 1970-talet och den var handritad och liknade i stora drag den slutgiltiga produkten, med en kvadratisk borg med torn i hörnen och en skattkammare i mitten av brädet. Innehållet i rummen bestämdes av en kod när labyrintens rum fogades samman och resultatet avlästes från en tabell som innehöll skatter, fällor och monster. Stridssystemet var mer slumpbetonat och bestod till stor del av att rulla tärningar. Bonds poängterade att i den första versionen av Drakborgen gick spelet inte ut på att vara en tävling mellan spelarna utan snarare var det en gemensam kamp mot själva borgen.
Sommaren 1980 var Drakborgen ett av de halvdussin spelförslag som Bonds presenterade för Alga, där han också träffade Dan Glimne. Glimne började som produktutvecklingschef på Alga 1980 och ägnade hela 1980-talet åt att utveckla spelidéer för spelföretaget. Efter Bonds presentation dröjde det ett knappt år innan Glimne kontaktade honom angående Drakborgen. Glimne hade nämligen sedan hösten 1980 eller våren 1981 påbörjat ett eget liknande spelprojekt under arbetsnamnet Trollkarlens borg, som han arbetade med fram till hösten 1983. Denna höst slogs Bonds och Glimnes separata spelprojekt ihop under namnet Drakborgen och arbetet med spelet intensifierades. Under 1983 blev Alga en del av Brio-koncernen och de nya ägarna stöttade helhjärtat en satsning på ett svenskt fantasyspel. Det dröjde dock till februari 1984 innan ett avtal mellan Bonds och Alga skrevs.
En av de saker som Bonds och Glimne kom överens om var att händelserna i spelet skulle visas med illustrationer på kort och inte genom siffror i en tabell. De hade specifika önskemål om hur illustrationerna skulle återges i "mörka, dramatiska schatteringar och linjer" och illustratören Anders Jeppsson togs in i projektet i februari 1984 när det var dags att konceptualisera spelmekaniken. Jeppsson arbetade hårt under sommaren 1985 med att färdigställa sina illustrationer för spelet och av de illustrationer han skapade levererade han en bra bit över hundra stycken. Jeppsson har sagt att Glimne var "otroligt petig" rörande hans illustrationer och att han hade synpunkter på det mesta gällande dem. Samtliga av Jeppssons illustrationer var handgjorda och en majoritet av dem gjordes i en blandning av akvarell och gouache, men för en del av dem användes airbrush, kritor eller filtpennor. Jeppsson har sagt att han oavsiktligt kan ha hämtat inspiration till själva Drakborgens utseende från flera svenska och danska byggnader och ruiner såsom Glimmingehus, Brahehus, Borgholms slottsruin och Hammershus.
Glimne har sagt att han och Bonds lade ned mycket tid på att skapa ett narrativ för det som händer i Drakborgen. Han sade även att spelet var utformat för att spelaren oftast skulle misslyckas med sitt uppdrag, något han inte trodde hade förekommit i tidigare brädspel. Ända fram till kort före lanseringen arbetade Bonds och Glimne mycket med att fintrimma regelsystemet.

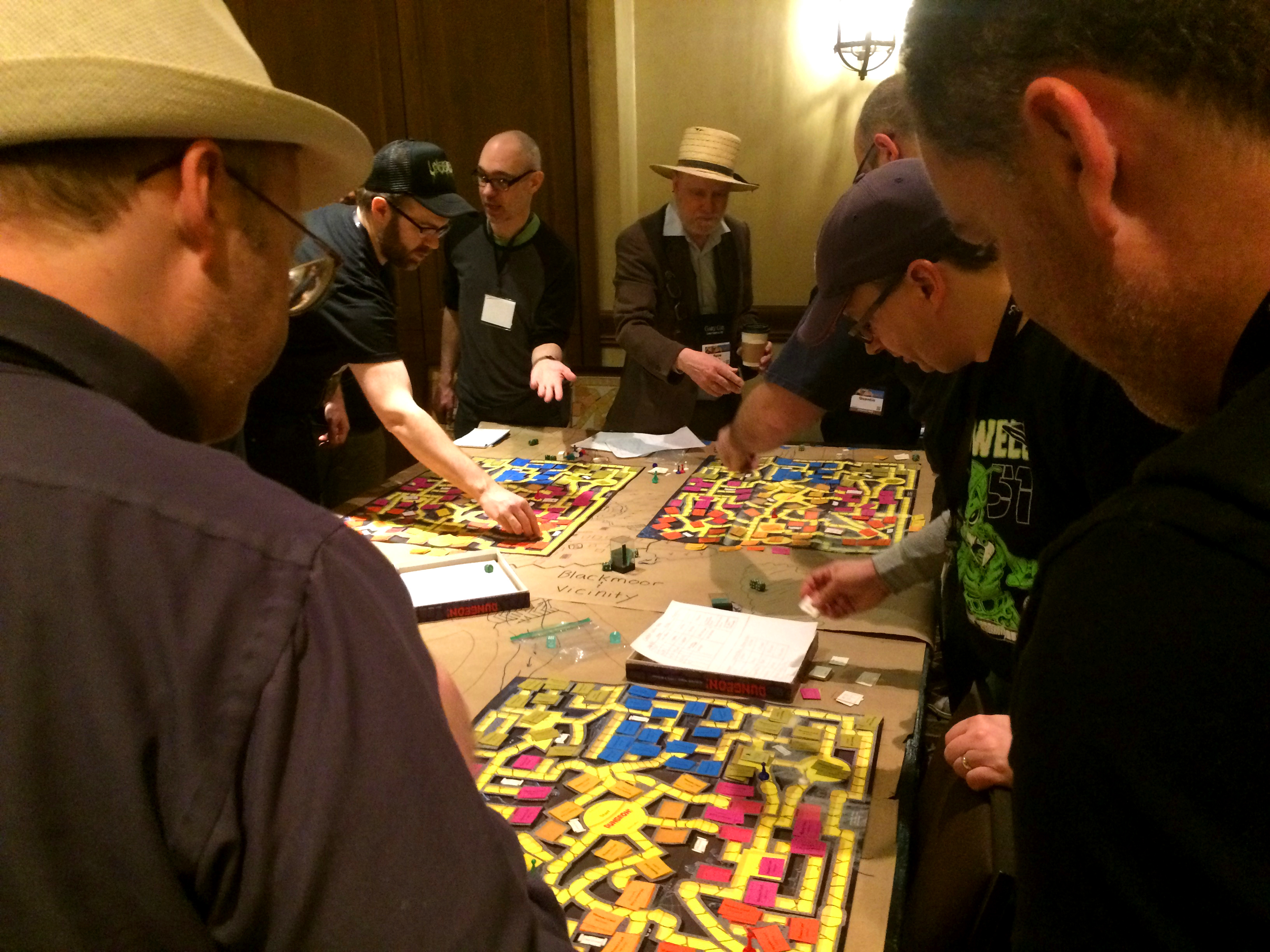
Inspiration till Drakborgen kom bland annat från Dungeon!.

Glimne har sagt att idén med att fylla ett tomt bräde med rumsbrickor var baserat på äldre tekniker såsom tangram, ostomachion och mosaik. Han nämnde även att det finns exempel på brädspel från 1800-talet där brädena byggdes upp av mindre beståndsdelar. Inspiration för Drakborgen kom från bland annat bokserien Sagan om ringen (med tillhörande rollspelet Middle-earth Role Playing av Iron Crown Enterprises) och brädspelet Dungeon!, som lanserades på engelska 1975, även om Glimne och Bonds jämförelsevis ville skapa ett brädspel som hade ett "betydligt sinnrikare och komplexare men också mera variationsrikt och utmanande spelsystem". De hade inte för avsikt att utmana normen vad det gällde brädspel vid tidpunkten utan de märkte istället en ökad popularitet för fantasygenren i början av 1980-talet, i och med framgångarna för rollspel såsom Dungeons & Dragons. Glimne och Bonds ansåg att det saknades brädspel inom genren "familjefantasy" och det var den lucka de ville fylla med Drakborgen.

## Lansering och marknadsföring
Drakborgen gavs ut under hösten 1985, med en ursprungslansering som var satt till Algas presentationsmässa i september det året. Vid lanseringen representerade spelet det längsta spelutvecklingsprojekt som drivits för Alga någonsin. Drakborgen marknadsfördes som ett krävande spel med mycket regler och med "hög dödlighetsgrad". Bonds och Glimne har sagt att chansen att spelarens hjälte överlever en omgång av Drakborgen ligger på ungefär 15 procent och att det är först efter ett tiotal omgångar som spelaren kommer att vara tillräckligt skicklig för att upptäcka de mönster som styr spelet. Ett klistermärke följde med spelet med texten "Jag överlevde Drakborgen – det tuffa äventyrsspelet från Alga!", som Bonds och Glimne ansåg en spelare som överlevde en omgång av spelet var "värd att bära [...] på tröjan eller väskan."

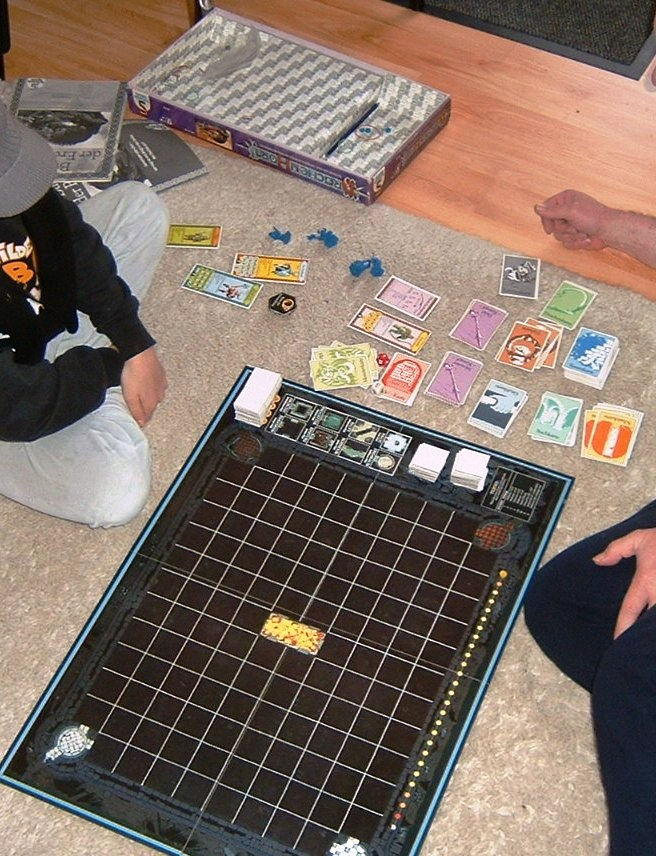
Två spelare som spelar den tyska utgåvan Drachenhort, som lanserades av Schmidt Spiele 1990.

Drakborgen lanserades 1986 på danska av Alga under titeln Drageborgen, 1987 på norska av N. W. Damm & Søn under titeln Skatten i borgen och samma år på engelska av Games Workshop under titeln Dungeonquest samt 1990 på tyska av Schmidt Spiele under titeln Drachenhort. En finsk utgåva av Drakborgen planerades och fick titeln Lohikäärme Linna, men Algas finska dotterbolag valde att dra sig ur projektet och spelet lanserades aldrig. En inofficiell piratutgåva av Drakborgen på grekiska lanserades 1992 av MIKA under titeln Μονοκράτορας. Inofficiella digitala utgåvor av spelet har även lanserats både på svenska och på engelska. Den mest kända av dessa digitala utgåvor lanserades i december 2012 och var utvecklat av Jonas Lindborg i Java. Detta spel, som var godkänt av Bonds, blev populärt efter att det hade spridits på bloggsidan Hackernytt.se. Lindborg tog dock ned spelet efter något år eftersom han skämdes över hur det grafiska användargränssnittet såg ut; Lindborg har sagt att han främst var programmerare och inte grafiker.
Under utvecklingen av Drakborgen fanns det inga planer på att lansera spelet på några andra språk än de nordiska. Games Workshops intresse för Drakborgen och deras lansering av den omarbetade utgåvan Dungeonquest blev därför ett stort erkännande både för Alga och spelutvecklarna, i och med att Algas spel vid tillfället sällan översattes till andra språk.

### Försäljning och andrahandsvärde
1988 såldes Drakborgen i drygt 8 000 exemplar medan Drakborgen II under samma period såldes i knappt 6 500 exemplar. 2015 hade Drakborgen sålts i uppskattningsvis 250 000 exemplar världen över. Bonds och Glimne kallade spelets försäljningssiffror för "smått fantastiska". Drakborgen och Drakborgen II var 2008 Glimnes mest spridda spel i världen och det förra var ett av hans bäst säljande spel någonsin.
Både Drakborgen och Drakborgen II har blivit samlarobjekt sedan lanseringen. Tradera har rapporterat att en auktion med båda dessa spel slutade på över 3 000 kronor i mars 2017 medan Drakborgen II i augusti 2016 såldes för 3 550 kronor på deras hemsida. Aftonbladet rapporterade den 25 december 2019 om en Tradera-auktion gällande Drakborgen II som vid tillfället var uppe i 2 688 kronor.

## Mottagande och eftermäle
När Drakborgen lanserades fick det främst positiva reaktioner, vilket till viss del överraskade Bonds och Glimne. De var båda övertygade om att de hade skapat ett bra spel, men de var inte beredda på den succé som Drakborgen blev. Glimne ansåg att framgångarna för spelet låg i att det hade högt återspelningsvärde samt att det skapade en upplevelse och ett engagemang hos spelaren. Han lyfte även fram Jeppssons "mörka och spänningsladdade" illustrationer som en bidragande faktor till spelets framgång.
Anton Gustavsson från Svenska Dagbladet nämnde Drakborgen som ett av Glimnes mest kända spel och J. Bågman från Science Fiction-bokhandeln kallade spelet för ett "mästerverk". Anders Nilsson från Kulturimperiet var positivt inställd till Drakborgen och kallade det för "kultspelet med stort K" och en "modern klassiker". Han uppmärksammade hur väl utstuderat spelet var och ansåg att det kunde användas som ett pedagogiskt verktyg i hur barn kunde lära sig att hantera nederlag. Carl-Gustaf Samuelsson från Globetrotter Games ansåg att Drakborgen var "riktigt roligt" och hade många överraskningsmoment, men han var negativt inställd till spelets åtskilliga regler och att det var för många olika kort att hålla reda på. Samuelsson avslutade med att säga att "för de som gillar att spela vanliga sällskapasspel [sic] helt själv, så är detta troligen ett höjdarspel!" Aftonbladet gav Drakborgen högsta betyg och kallade det för "ett makalöst spel". Vi Bilägare benämnde det "årets i särklass intressantaste svenska nyhet" och Svenska Dagbladet beskrev det även som "oslagbart spännande [där] varje drag är lika nervpirrande".
När Frank Schulte-Kulkmann från The Kulkmanns Gamebox recenserade den engelska utgåvan av spelet, Dungeonquest, kallade han det för ett av de mest anmärkningsvärda brädspelen han någonsin spelat och han ansåg att det var en spännande upplevelse att spela Dungeonquest. Schulte-Kulkmann lyfte särskilt fram att Dungeonquest gick att spela med endast en hjälte och att detta, enligt honom, möjligtvis var det bästa sättet att spela spelet på. Ken Rolston från Dragon recenserade Dungeonquest i april 1991 och var generellt positivt inställd till spelet. Den höga kvaliteten på spelkomponenterna och de simpla reglerna lyftes fram som en fördel medan han var något mer kritiskt inställd till spelets relativt höga dödlighetsgrad och att det var slumpen med att dra rumsbrickor som till stor del avgjorde spelarens framgång eller motgång.
Dungeonquest var ett av åtta vinnande dator- och brädspel i kategorin Science Fiction Game of the Year, som utsågs i julinumret 1988 av tidskriften Isaac Asimov's Science Fiction.

## Övriga utgåvor

### Expansionspaket

#### Drakborgen II(1987)
Efter framgångarna med Drakborgen valde Bonds och Glimne att skapa expansionspaketet Drakborgen II, som lanserades runt julen 1987, och även denna gång anlitades Jeppsson som illustratör. Spelupplägget och handlingen behölls från originalspelet och en utökning skedde av vissa av de brickor och kort som hade förekommit i Drakborgen. Åtta nya hjältar lades till och likaså en spelmekanisk förändring vid namn Underjorden, vilken innebar en ovisshet för spelaren exakt var dennes hjälte befann sig på brädet. Några av de idéer som inte genomfördes i originalspelet vidareutvecklades för att användas i Drakborgen II. Glimne ansåg att expansionspaketet visade på att spelupplägget från Drakborgen var utbyggbart.

#### Drakborgen Återväckt(2010)
"Vår tes var att Drakborgen är ett upplevelsespel, vars hela existens bygger på spänningen i att dra ett nytt kort och se vad man får. I ett sådant spel, ansåg vi, är tristess ett absolut no-no. Man får gärna bli besviken, men man får aldrig ha tråkigt. Spelet skulle absolut inte förändras, det skulle bara göras mer spännande. I många fall plockade vi helt enkelt bort sådant som efter 20 år visat sig inte vara särskilt kul."
Drakborgen Återväckt är ett inofficiellt expansionspaket till Drakborgen, som släpptes 2010. Expansionspaketet är skapat av Simon Lundström och Erik Zetterberg, med idéer av Patrik Edén och där Joakim Berg samt Tomas Hammar bistod med extra teckningar och klippande. Projektet med Drakborgen Återväckt startades av Lundström i januari 2010 och färdigställdes i november samma år. Skaparna av expansionspaketet kontaktade Bonds, Glimne och Jeppsson och samtliga gav sitt stöd till projektet. Drakborgen Återväckt var tänkt att vara den "ultimata och definitiva utgåvan" av Drakborgen och den släpptes inte i vinstgivande syfte. Drakborgen Återväckt innehåller totalt 312 kort, både från Drakborgen och Drakborgen II, och de är retuscherade varianter av originalkorten. Expansionspaketet trycktes i 200 upplagor och skulle, enligt Lundström, aldrig tryckas i fler. Drakborgen Återväckt såldes både online och under spelkonvent såsom Gothcon och Lincon.

##### Det bästa ur Drakborgen Återväckt(2022)
Ett urval av kort från Drakborgen Återväckt släpptes under titeln Det bästa ur Drakborgen Återväckt år 2022, i samband med lanseringen av nyutgåvan av Drakborgen. Lundström, som medverkade under urvalet av kort, kommenterade: "Det är fantastiskt roligt att våra idéer som visat sig fungera och utöka spelet bra, nu äntligen får en officiell form, och därtill illustrerade av självaste Anders Jeppsson! Det kunde ju inte vi ordna i vår lilla tryckning."

### Uppföljare

#### Drakborgen Legenden(2002)
Den 25 november 2002 lanserade Alga Drakborgen Legenden, en uppföljare till Drakborgen. Bonds hade etablerat sig som en formgivare när han fick uppdraget av Alga att skapa en ny version av Drakborgen och genom sin yrkesroll fick han dessutom förtroendet att vara ansvarig för den nya designen. Glimne hade vid tidpunkten lämnat Alga och startat ett konkurrerande spelföretag så istället samarbetade Bonds med sin yngre bror, Gustav Bonds. De hade som mål att skapa ett sorts mellanting mellan ett sällskapsspel och ett rollspel. Spelupplägget i Drakborgen Legenden är snarlikt det i originalspelet fast några av de sätt som skiljer spelen åt är att i Drakborgen Legenden har stridssystemet ändrats, spelare kan styra monster och draken är möjlig att besegra.

### Nyutgåvor

#### DungeonQuest(2010)

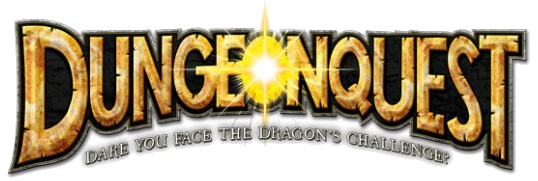
DungeonQuest lanserades av Fantasy Flight Games den 5 augusti 2010.

DungeonQuest lanserades av Fantasy Flight Games den 5 augusti 2010 under Gen Con i Indianapolis, Indiana i USA. Spelet skapades i samarbete med Jakob och Gustav Bonds och behöll i stort samma spelupplägg och spelmekanik som tidigare utgåvor. En licensdiskussion mellan Alga och Fantasy Flight Games hade påbörjats redan kort efter att Drakborgen Legenden hade lanserats år 2002, men det var först ett par år senare som tajmingen var rätt. Några förändringar gjordes såsom att handlingen förflyttades till Terrinoth, samma land som bland annat Runebound och Descent: Journeys in the Dark utspelade sig i och att stridssystemet ändrades.
En uppdaterad utgåva av DungeonQuest lanserades den 3 oktober 2014 och tillskrevs Jakob och Gustav Bonds samt Glimne. Denna utgåva tog bort spelets tidigare koppling till Terrinoth, förutom i den spanska utgåvan.
I början av 2013 lanserades en officiell version av DungeonQuest till Android under titeln Dungeon Quest. Spelet var utvecklat av japanska mjukvarubolaget GMO och utgivet av japanska spelbolaget Arclight Games. Dungeon Quest fick främst negativ kritik både för grafiken och spelupplägget och på grund av detta plockades spelet bort från Google Play redan under 2014.

#### Drachenhort(2015)
En nyutgåva av Drachenhort lanserades av Ravensburger den 23 februari 2015, vilket var en dryg månad efter att Ravensburger hade köpt upp Brio och därigenom även Alga. Spelet designades av Reiner Knizia och illustrerades av Franz Vohwinkel, Nora Nowatzyk och Walter Pepperle. I Drachenhort tar spelaren rollen som en trio av äventyrare, men exakt vilken trio som har valts hålls dolt för andra spelare. Äventyrarna är till en början ute efter drakens skatt, men efter att draken vaknat försöker de istället ta sig levande ut ur labyrinten, med draken jagandes efter dem. Den äventyrare som överlever längst tjänar flest poäng och efter två spelomgångar vinner den spelare som har högst totalpoäng. André Mack från Ravensburger beskrev Drachenhort som ett väldigt enkelt och klassiskt familjespel med en bluffningsaspekt, i stil med Wolfgang Kramers Heimlich & Co.
Drachenhort var ett av fyra vinnande spel i kategorin Spiele Hit für Familien vid Österreichischer Spielepreis den 29 juni 2015.

#### Drakborgen(2022)

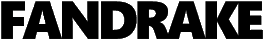
Fandrake AB lanserade en nyutgåva av Drakborgen den 11 februari 2022.

En nyutgåva av Drakborgen finansierades via ett Kickstarter-projekt, skapat av Fandrake AB, som varade mellan 6 och 27 maj 2020. Projektet nådde sitt mål på 200 000 kronor inom sju minuter och blev vid tillfället den mest framgångsrika svenska gräsrotsfinansieringskampanjen någonsin med en insamlad totalsumma på 3 653 108 kronor. Nyutgåvan skapades genom ett samarbete med Alga samt Bonds, Glimne och Jeppsson. Nyutgåvan inkluderade även Drakborgen II. Den skiljer sig från originalet på några punkter och förväntades först lanseras i december 2020 för att sedan skjutas fram till det första kvartalet 2021 och senare till juni samma år. Den 10 juni 2021 meddelade Fandrake att lanseringen av Drakborgen blev uppskjuten på obestämd tid och några av de anledningar som gavs till förseningen var råvarubrist, energistopp i Kina och produktionstekniska problem. Under Comic Con Stockholm den 5–7 november 2021 visades ett provtryck av Drakborgen upp för mässbesökarna. Drakborgen lanserades slutligen den 11 februari 2022.

##### Drakborgen III(2022)
I Drakborgen förekommer ett antal regeltillägg som Bonds och Glimne tog fram och som inofficiellt benämns som ett expansionspaket med titeln Drakborgen III. Det är upp till spelarna själva att bestämma om de vill utnyttja de nya reglerna eller inte, då de inte är tvingande för nyutgåvan. Jeppsson bidrog med nya illustrationer och målningar för Drakborgen III och i vissa fall tidigare illustrationer och målningar som planerats för, men aldrig använts.

#### Drakborgen(2023)
På Algas FAQ förekom tidigare frågan om spelföretaget planerade att ge ut Drakborgen igen. Svaret Alga gav var att de hade försökt lansera spelet några år tidigare, men att det inte hade gått så bra som förväntat på grund av bristande intresse. Trots detta valde Alga att släppa en nyutgåva av Drakborgen den 23 augusti 2023.

##### Drakborgen: Färden går vidare(2025)
Den 28 februari 2025 lanserades Drakborgen: Färden går vidare, ett expansionspaket till 2023-års nyutgåva av Drakborgen. Expansionspaketet släpptes för att fira att det var 40 år sedan det ursprungliga spelet lanserades. Drakborgen: Färden går vidare innehåller nya tärningar, hjältar, föremål till skattkammaren, rumskort, magiska ringar, labyrintbrickor samt Ödestornet.

### Rollspel

#### Drakar och Demoner - Drakborgen: Ath Ungols Hemlighet(2025)
I och med Kickstarter-projektet för Fandrakes nyutgåva av Drakborgen släpptes det ett rollspelsäventyr till Svärdets sång, skrivet av Per Holmström, som utspelade sig inom Drakborgen-universumet. I juni 2024 skapades en kickstarter för Drakborgen - Ath Ungols Hemlighet, en uppdaterad konvertering av rollspelsäventyret, anpassat för det nya Drakar och Demoner (2023). Ath Ungols Hemlighet skapades av Per Holmström och med Kickstartern låstes även en världskarta över Drakborgens norra värld upp. Världskartan illustrerades av Christian Lindqvist, baserad på en originalskiss av Dan Glimne. Ath Ungols Hemlighet är fylld med illustrationer av Anders Jeppsson. Boken gavs ut i april 2025 och trycktes i stolek G5 för att matcha de gamla rollspelsböckerna som gavs ut på 80- och 90-talet. Drakborgen - Ath Ungols Hemlighet publicerades av förlaget Grottkräl .

### Planerade utgåvor
I ett brev skrivet av Glimne den 21 mars 1990 till Peter Andrew Jones, konstnären bakom målningen på framsidan av Dungeonquest-lådan, skrev Glimne att Alga vid tillfället planerade att förnya Drakborgen och att de tänkte använda Jones målning på framsidan av lådan. Någon sådan utgåva lanserades aldrig. Bonds började diskutera en möjlig nyutgåva av Drakborgen med Alga under 1991; Glimne hade lämnat Alga 1989 och ersatts av Roger Gehrke samt Annika Furuvik. Bonds, som ägde hälften av rättigheterna till Drakborgen, behövde Algas och Brios medgivande och finansiella stöd inför en möjlig nyutgåva och i början av 1990-talet ville företagen avvakta och se vart spelbranschen som helhet var på väg. I mitten av 1990-talet ändrade Alga/Brio åsikt och under 1996 reserverades två löpnummer för Drakborgen-relaterade spel i deras produktpärm: Drakborgens hämnd (löpnummer 670) och Drakborgen kortspel (löpnummer 671). Inget av dessa spel lanserades även om Drakborgens hämnd låg till grund för Drakborgen Legenden och var spelets arbetsnamn under åtminstone 1991–1996.